# Przyborówko
Przyborówko – wieś w Polsce położona w województwie wielkopolskim, w powiecie szamotulskim, w gminie Szamotuły.

## Historia
Miejscowość pierwotnie była związana z Wielkopolską. Istnieje co najmniej od pierwszej połowy XV wieku i ma średniowieczną metrykę. Po raz pierwszy w źródłach historycznych odnotowana została w łacińskim dokumencie z 1423 "Minus Prziborowo", 1430 gdzie zapisano ją pod nazwą "Minus Prziborowo, Minor Przyborowo", 1447 "Minor Prziborowo", 1502 "Przyboro", 1508 "Prziborowko", 1509 według zachowanej kopii z 1784 "Przyborowo".
Początkowo była własnością szlachecką należącą do wielkopolskiej szlachty z rodu Przyborowskich, którzy od nazwy wsi przyjęli odmiejscowe nazwisko, a także Chrzypskich, Jabłkowskich, Pawłowskich. W 1437 miejscowość leżała w powiecie poznańskim województwa poznańskiego w Koronie Królestwa Polskiego. W 1510 odnotowana została w parafii Kaźmierz.
W 1423 Mikołaj z Przyborowa przedstawił dokument nabycia wsi zapisanej pod łacińską nazwą "Minus Prziborowo". W latach 1429 Marcin Górski z Góry koło Szamotuł toczył proces sądowy z domownikami Sędziwoja z Przyborowa. W 1430-34 Jan syn Czewleja niegdyś z Łęki Wielkiej oraz Wincenty Dymoczewski toczyli proces z Gotardem z Przyborowa o napaść na dwór przyborowski i zabicie ich brata Sędziwoja z Przyborówka.
W 1437 Basz z Przyborowa kupił od Marcina Górskiego 1/4 Przyborówka za 100 grzywien. W 1443 Basz lub Bartłomiej z Przyborówka zakupił od szwagra Piotra Obrzyckiego wsie Chrzypsko Wielkie z prawem patronatu miejscowego kościoła oraz Kąty i Pakawie w powiecie poznańskim za 1400 grzywien. W 1447 Bartłomiej wykupił od kapituły katedry poznańskiej za 8 grzywien czynsz, którym obciążone było Przyborówko.
W połowie XV wieku właścicielami we wsi byli Maciej, Mikołaj oraz Wojciech z Przyborówka i Przyborowa prawdopodobnie synowie Basza Przyborowskiego. W 1462 kupili od Jakuba niegdyś Sierakowskiego, dziedzica w Orlu Wielkim, część wsi Chrzypsko Małe. W 1472 miał miejsce podział majątku w wyniku, którego Wojciech otrzymał Przyborówko i Chrzypsko Małe, a Mikołaj pleban w Chrzypsku Wielkim oraz Maciej otrzymali połowy wsi Chrzypsko Wielkie, Kąty i Pakawie. Ustalono dodatkowo, że po śmierci Mikołaja Wojciech nie będzie miał prawa do dworu w Chrzypsku Wielkim. W 1476 Maciej Chrzypski zobowiązał się wwiązać Annę córkę zmarłego Wojciecha dziedzica w Przyborówku w dobra po zmarłym Mikołaju dziedzicu i plebanie w Chrzypsku Wielkim. W 1479 Anna wdowa po Wojciechu Przyborowskim toczyła spór sądowy z Janem z Łubowa.
W początku XVI wieku miejscowość staje się własnością Chrzypskich, którzy przyjęli odmiejscowe nazwisko od wsi Chrzypsko i którzy spokrewnieni byli z Przyborowskimi, braci Benedykta, Bartłomieja, Kiełcza zwanego też Kilianem oraz Jana Chrzypskich. W 1502 podzielili się dobrami: Benedykt, Kiełcz i Jan otrzymali połowy wsi Chrzypsko Wielkie, Chrzypsko Małe, Kąty, Przyborówko oraz Pakawie i Śródkę, a Bartłomiej otrzymał drugie połowy Chrzypska Wielkiego, Chrzypska Małego i Kątów. W 1508 Benedykt będący duchownym wspomniany został jako zmarły dziedzic części wsi Środka, Przyborówko i Pakawie. W 1508 Anna Jabłkowska wdowa po tymże Bartłomieju była w sporze sądowym z Janem Chrzypskim o to, że wygnał ją z oprawionych jej przez męża dóbr Wielkie i Małe Chrzypsko, 1/4 Kolna i 1/2 Kątów, części Mościejewa i zapisanego jej przez męża spadku po zmarłym duchownym Bartłomieju Chrzypskim. W 1508 Annie Jabłkowskiej burgrabia poznański wydzielił części dóbr Chrzypsko Wielkie i Małe, Środka koło Wronek, Pakawie, Przyborówko, Kolno, Mościejewo. Przy okazji wspomniano także jej syna Wawrzyńca. W 1509 Jan Chrzypski zapisał wikariuszom katedry poznańskiej dwie kopy groszy czynszu rocznego na swych dobrach Przyborówko i Pakawie. W 1513 Anna Jabłkowska, wówczas żona Jana Prusieckiego, sprzedała z zastrzeżeniem prawa wykupu za 170 grzywien synowi Wawrzyńcowi części dóbr Chrzypsko Wielkie i Małe, Pakawie, Kolno, Środka, Przyborówko, Kąty, które oprawił jej pierwszy mąż Bartłomiej Chrzypski. W 1513 Anna wydzierżawiła synowi Wawrzyńcowi wspomniane dobra. W 1516 Jan, dziedzic w Przyborówku zapisał żonie Reginie Świączyńskiej, córce zmarłego Andrzeja Świączyńskiego 250 grzywien posagu oraz wiana na połowie swych części we wsi Przyborówko, Środka i Pakawie. W 1517 Anna Jabłkowska sprzedała swojemu synowi Wawrzyńcowi część wspomnianych dóbr Chrzypsko Wielkie i Małe, Pakawie, Śródka, Kolno, Przyborówko za 270 grzywien. W 1517 Jan pozwał swojego brata Kiliana o usunięcie przemocą z dóbr w Chrzypsku Wielkim i Chrzypsku Małym, Kątach, Kolnie i Śródce, Pakawiu i Przyborówku. Kilian odpowiedział, że jego działanie było zgodne zobowiązującym od 16 lat podziałem braterskim. Bracia przy udziale rozjemców zawarli przed sądem ziemskim ugodę, według której Kilian miał odstąpić bratu część Przyborówka należną po ich zmarłym bracie Bartłomieju plebanie w Chrzypsku, oraz wypłacić mu 40 złotych węgierskich, a także dokonać nowego podziału Pakawia i Środki, z udziałem ich bratanka Wawrzyńca, syna zmarłego Bartłomieja Chrzypskiego. Kilian miał też oddać Janowi jedną z przypadłych mu w działach toni niewodowych na wielkim jeziorze w Śródce. W 1518 Jan Chrzypski sprzedał z zastrzeżeniem prawa wykupu żonie Reginie całe swe wsie Środka i Przyborówko za 800 złotych. W 1524 Jan zakupił od wspomnianego Wawrzyńca część Przyborówka za 60 grzywien. W latach 1508-1547 dziedzicem we wsi był syn Bartłomieja i Anny Jabłkowskiej, bratanek Kiliana i Jana Przyborowskich Wawrzynec Przyborowski.
W 1542 Anna żona Macieja Pawłowskiego z Pawłowic koło Rydzyny otrzymała od swych rodziców Jana i Reginy Chrzypskich połowy wsi Środka, Przyborówko i Pakawie, a drugie połowy tych wsi Maciej Pawłowski wykupił od swoich teściów za 2000 złotych i 200 grzywien, po czym dał im te dobra w dożywocie. W 1542 wspomniany Maciej zapisał swym teściom na tych dobrach dożywotnio 100 grzywien. W 1545 Maciej dał Zofii córce zmarłego Jana Chrzypskiego połowy wsi Środka, Przyborówko i Pakawie, które nabył uprzednio od jej ojca. W 1550 Maciej Pawłowski wspomniany został jako zmarły.
W połowie XVI wieku właścicielami wsi nadal byli Chrzypscy. W 1545 Zofia córka Jana Chrzypskiego oraz Reginy, żona Mikołaja Pawłowskiego dała w dożywocie swej matce Reginie wdowie po Janie Chrzypskim połowy wsi Sródka, Przyborówko i część wsi Pakawie. W 1577 jako dziedzic we wsi wspomniany został Mikołaj Pawłowski.
Miejscowość odnotowały także historyczne rejestry podatkowe dzięki, którym znamy stosunki własnościowe we wsi. W 1499 Przyborówko znalazło się w wykazie zaległości podatkowych. W 1508 wieś zapłaciła pobór podatkowy od 5 łanów i 6 groszy od karczmy. W 1510 w Przyborówku było 5 półłanków osiadłych i dwa półłanki opuszczone, które uprawiał pan Chrzypski, a także karczma. W 1510 dziesięcinę ze wsi płacono wikariuszom katedry poznańskiej z 5 półłanków osiadłych oraz dwóch opuszczonych, a opłatę zwaną meszne płacono miejscowemu plebanowi. W 1563 Przyborówko zapłaciło pobór od 3,5 łana oraz od karczmy dorocznej. W 1577 pobór ze wsi zapłacił Mikołaj Pawłowski. W 1580 Mikołaj Pawłowski zapłacił pobór od 6 półłanków oraz czterech zagrodników.
W latach 1975–1998 miejscowość administracyjnie należała do województwa poznańskiego.

## Obecnie
W Przyborówku znajduje się schronisko dla zwierząt prowadzone przez Wandę Jerzyk, zbudowane ok. 2006 r. przez gminę Szamotuły. Przeniesiono tu zwierzęta z prywatnego schroniska prowadzonego wcześniej przez Wandę Jerzyk w Sycynie.
Zobacz też: Przyborowo